# 나미노촌 (이바라키현)
나미노촌(波野村)은 이바라키현 가시마군에 일찍이 존재했던 촌이다. 현재의 가시마시에 해당한다. 

## 역사
- 1889년 4월 1일 - 정촌제 시행에 의해 가시마군 나미노촌이 성립하였다.
- 1954년 9월 15일 - 다카마쓰촌, 도요사토촌, 도요쓰촌과 함께 가시마정에 편입해, 소멸하였다.
- 1995년 9월 1일 - 가시마정이 오노촌을 편입, 鹿島에서 鹿嶋로 개칭, 시로 승격해 성립하였다.

## 인구
| 1891년 | 1,720 |
| 1920년 | 2,024 |
| 1935년 | 2,191 |
| 1950년 | 2,849 |

## 교통

### 도로
- 2급국도
  - 국도 제123호선 (현:국도 제51호선)

## 참고문헌
- 『鹿島町史 第3巻』、鹿島町、1981年
- 『鹿島町史 第4巻』、鹿島町、1984年
- 鹿島町史編さん委員会編『鹿島町史 第5巻』、鹿嶋市、1997年
- 角川日本地名大辞典編纂委員会『가도카와 일본 지명 대사전 8 茨城県』、가도카와 쇼텐、1983年 ISBN 4040010809